# Ārons Bogoļubovs
Ārons Bogoļubovs (geboren am 30. Dezember 1938 in Leningrad) ist ein ehemaliger sowjetischer Judoka, der in den 1960er Jahren im Leichtgewicht (bis 68 kg) antrat. Er gewann in dieser Gewichtsklasse eine olympische Bronzemedaille und zwei Europameistertitel.
Der 1,72 m große Athlet von Dinamo Riga gewann seinen ersten internationalen Titel bei den offenen Judo-Europameisterschaften 1963, als er im Finale den Briten Richard Bowen bezwang, 1964 gewann er im Finale gegen den Österreicher Karl Reisinger. 1964 und 1965 gewann er zudem die Mannschaftseuropameisterschaft mit der sowjetischen Mannschaft.
Judo war 1964 bei den Olympischen Spielen in Tokyo erstmals Bestandteil des olympischen Programms. Bei den olympischen Wettbewerben traten 25 Teilnehmer aus 18 Ländern im ersten  Wettbewerb an, dem Leichtgewicht. Bogoļubovs gewann seine ersten drei Kämpfe, im Halbfinale unterlag er dem Schweizer Eric Hänni. Zusammen mit seinem sowjetischen Mannschaftskameraden Oleg Stepanow erhielt Ārons Bogoļubovs die ersten Judo-Bronzemedaillen hinter dem japanischen Olympiasieger Takehide Nakatani und Eric Hänni. 
1966 gewann Bogoļubovs noch einmal Bronze bei den Europameisterschaften im Halbmittelgewicht.
Sowjetische Judomeisterschaften gab es erst ab 1973. Ārons Bogoļubovs war aber 1958, 1963 und 1964 sowjetischer Leichtgewichtsmeister im Sambo, einer russischen Kampfsportart mit Anleihen beim Judo.